# Stjepan Abrlić
Stjepan Abrlić Steva (Drežnik, 10. travnja 1913. — Lisović, travanj 1943.), sudionik Narodnooslobodilačke borbe (NOB) i narodni heroj Jugoslavije.

## Životopis
Rođen je 10. travnja 1913. godine u selu Drežniku, kod Karlovca. Nekoliko godina pred rat, Stjepan je radio u Beogradu kao kamenorezački radnik. Prije odlaska u Kosmajski partizanski odred, u kolovozu 1941. godine, kao član jedne od diverzantskih grupa u okupiranom Beogradu sudjelovao je u paljenju okupatorskog tiska, kamiona i garaža; vršio je i druge slične akcije.
Po dolasku u odred bio je najprije borac, a zatim desetar. Nakon prve neprijateljske ofanzive, krajem 1941. godine, prešao je s Odredom u Sandžak, ali se u veljači 1942. godine vratio i uskoro postao kurir između Okružnog komiteta KPJ za Mladenovac i srezova Šumadije.
Bio je jedan od najhrabrijih boraca u Odredu. Odred mu je povjeravao najteže zadatke i uvijek bio siguran da će ih on izvršiti. Prilikom povratka odreda iz Sandžaka, u okolini Valjeva i Rudnika, u selu Trešnjevici, svojim primjerom je povukao sve borce da jurišaju na nadmoćnijeg neprijatelja. Polovinom veljače 1942. godine, u selu Živkovcu, Odred se noću, iznenada, sukobio se s jakim četničkim snagama. Snalažljiv i hladnokrvan, Steva je prvi počeo bacati bombe na četnike. Pridružili su mu se i ostali partizani. Za nepun sat bilo je razbijeno pet stotina četnika. Istakao se, isto tako, i u borbama u Beljini i Dučini. Kao kurir, Steva se neumorno i neustrašivo probijao kroz zasjede i fašistička uporišta uspostavljajući i održavajući prekinute veze između Mladenovca i Šumadije. Radio je i na prebacivanju boraca iz Beograda i drugih mjesta u odred. Desetine boraca, zahvaljujući njemu, uspješno su se prebacile u partizane.
Kada je veza Kosmaj - Šumadija bila učvršćena, Steva je, početkom 1943. godine, bio određen za političkog komesara jedne čete Kosmajskog partizanskog odreda. U travnju 1943. godine četu su u selu Lisoviću, kod Barajeva, napale i opkolile jake snage Nijemaca i ljotićevaca. Pri proboju iz obruča Steva je, nalazeći se u prvim linijama čete, u jurišu poginuo.
Ukazom predsjednika Federativne Narodne Republike Jugoslavije Josipa Broza Tita, 9. listopada 1953. godine, proglašen je za narodnog heroja.

## Vanjske poveznice
- Abrlić Juraja Stjepan - Steva  Arhivirana inačica izvorne stranice od 20. travnja 2021. (Wayback Machine)